# 翳 (越国)
越王翳（？—前375年），又稱越王不光、越王授，為戰國時期越國的君主，朱勾死後，太子翳即位為君主，前410年至前375年在位36年。他在位期間，越国依然称霸中原；晚年内外局勢悪化，霸業逐步衰敗，被迫返回江南。他被殺害後，越国陷入内乱外患的動盪歲月。

## 生平

绍兴博物馆藏「越王不光」青銅劍

王翳七年(前404年)，越王翳憑藉強盛的軍事實力，趁齊國執政者田和地位尚不穏固，發兵討伐齊國。当時，繒国（今山東棗莊）倚仗齊國的勢力，輕視越国。越王翳聞訊大怒，下令討伐繒国，一戰将其攻灭。
王翳二十年(前391年)，齊國田和将齊康公遷于海島，奪取整個齊國。越王翳發兵進逼齊國邊境，齊國大将向田和請求反攻越軍。田和經過慎重考慮之後回答：“先君有遺令曰：無攻越！越，猛虎也！”不敢与越国正面交戰。王翳二十五年(前386年)，周安王正式承認田氏齊国為諸侯，田齊虎視越都琅琊。越國面對齊、楚日益強盛，在中原難以維持霸權；而吳国旧貴族圖復仇，必須加以防備。琅琊遠離江南，軍隊和物資運輸都很困難。權衡再三，於王翳三十三年(前378年)被迫遷都吳（今江蘇蘇州），加強對吳越地区的控制。同時，北方的越人開始大批返回江南，並遷居到嶺南。但是，越国並未放棄琅琊，依然視作北方都城。
王翳三十六年(前375年)，越王翳的弟弟豫，為了繼承王位，連續謀害三個王子。隨後，豫又挑唆越王，企圖除掉太子諸咎，遭到越王拒絶。七月，諸咎担心自身被害，索性率領軍隊趕走了豫，又包圍王宮，發動宮廷政變。越王翳被諸咎殺害。十月，越國人殺死太子諸咎，越國陷入內亂。在吳地的越國人擁立諸咎之子錯枝為王。過明年，越國卿大夫寺區平定內亂，擁立無余之為越王。
近年來出土的越王青銅劍當中，又以越王翳在位時期所製作的數量最多。

## 家庭
父親
- 越王朱勾

兄弟
- 豫

兒子
- 太子諸咎（嫡長子）

孫子
- 越王錯枝

## 紀年
| 越王翳 | 元年    | 2年     | 3年     | 4年     | 5年     | 6年     | 7年     | 8年     | 9年     | 10年    |
| ------ | ------- | ------- | ------- | ------- | ------- | ------- | ------- | ------- | ------- | ------- |
| 西元   | 前410年 | 前409年 | 前408年 | 前407年 | 前406年 | 前405年 | 前404年 | 前403年 | 前402年 | 前401年 |
| 干支   | 辛未    | 壬申    | 癸酉    | 甲戌    | 乙亥    | 丙子    | 丁丑    | 戊寅    | 己卯    | 庚辰    |
| 越王翳 | 11年    | 12年    | 13年    | 14年    | 15年    | 16年    | 17年    | 18年    | 19年    | 20年    |
| 西元   | 前400年 | 前399年 | 前398年 | 前397年 | 前396年 | 前395年 | 前394年 | 前393年 | 前392年 | 前391年 |
| 干支   | 辛巳    | 壬午    | 癸未    | 甲申    | 乙酉    | 丙戌    | 丁亥    | 戊子    | 己丑    | 庚寅    |
| 越王翳 | 21年    | 22年    | 23年    | 24年    | 25年    | 26年    | 27年    | 28年    | 29年    | 30年    |
| 西元   | 前390年 | 前389年 | 前388年 | 前387年 | 前386年 | 前385年 | 前384年 | 前383年 | 前382年 | 前381年 |
| 干支   | 辛卯    | 壬辰    | 癸巳    | 甲午    | 乙未    | 丙申    | 丁酉    | 戊戌    | 己亥    | 庚子    |
| 越王翳 | 31年    | 32年    | 33年    | 34年    | 35年    | 36年    |         |         |         |         |
| 西元   | 前380年 | 前379年 | 前378年 | 前377年 | 前376年 | 前375年 |         |         |         |         |
| 干支   | 辛丑    | 壬寅    | 癸卯    | 甲辰    | 乙巳    | 丙午    |         |         |         |         |